# Processor Local Bus
Processor Local Bus (PLB) ist ein High-Speed Datenbus aus dem als CoreConnect bezeichneten Bus-System von IBM und wird bei PowerPC und verwandten Mikroprozessoren eingesetzt. Er stellt eine synchrone Standardschnittstelle zwischen Prozessorkernen und integrierten Bus-Controllern dar und verwendet je nach Anwendung separate 32-/64-/128-Bit breite Datenbusse.
Der PLB wird im Rahmen des CoreConnect Bus-Systems vor allem in System on a Chip (SoC) eingesetzt.